# Courant de Sainte-Eulalie
Le courant de Sainte-Eulalie est un cours d'eau du pays de Born, dans le département français des Landes.  Il relie sur un parcours de 7 km dans le sens nord-sud le lac de Biscarrosse et de Parentis, dont il est l'exutoire, à l'étang d'Aureilhan. Il est aussi indirectement l'exutoire du lac de Cazaux et de Sanguinet. Bien qu'il ne s'agisse pas d'un fleuve côtier, son nom le rattache à la famille des courants landais.

## Présentation
Le cours du courant est presque entièrement inscrit sur la commune de Sainte-Eulalie-en-Born, à l'exception de sa dernière section, s'écoulant sur la commune de Mimizan. Il prend sa source au milieu des roselières du marais de la Tafarde au sud du lac de Biscarrosse et de Parentis. Il est également accessible par le canal Probert depuis le port de plaisance municipal de Sainte-Eulalie sur ce même lac. Il est alimenté par les eaux ferrugineuses du ruisseau de Bounéou et du ruisseau de Pourjaou sur sa rive gauche.
Ce courant naturel isolé dispose d'une  particularité : son dénivelé de 14 m sur une longueur totale de 10 km, inédit pour un cours d'eau landais. Des petites cascades, formées par des seuils d'alios, ponctuent le cours d'eau et créent des variations d'écoulement, au gré de son cheminement dans les dunes anciennes.
Le courant sert depuis 1962 de frontière naturelle au Centre d'Essais des Landes, de nos jours DGA Essais de missiles, qui vient s'installer à cette date sur sa rive droite, la rendant inaccessible du public. Cette présence de l'armée française favorise l'isolement des lieux contribuant indirectement à leur préservation.

### Historique
Avant l'implantation du Centre d'Essais des Landes, il était possible d'accéder à la forêt domaniale de Sainte-Eulalie en franchissant le courant vers l'ouest par des passerelles ou par le pont du Gouvernement. C'était notamment le cas de résiniers, travaillant dans les lettes des Caoudyeres, du Nid de l'Agasse, du Prouhoun ou de l'Oustaline  sous le statut d'ouvriers salariés,. Il était également possible de gagner en famille les plages de Sainte-Eulalie.

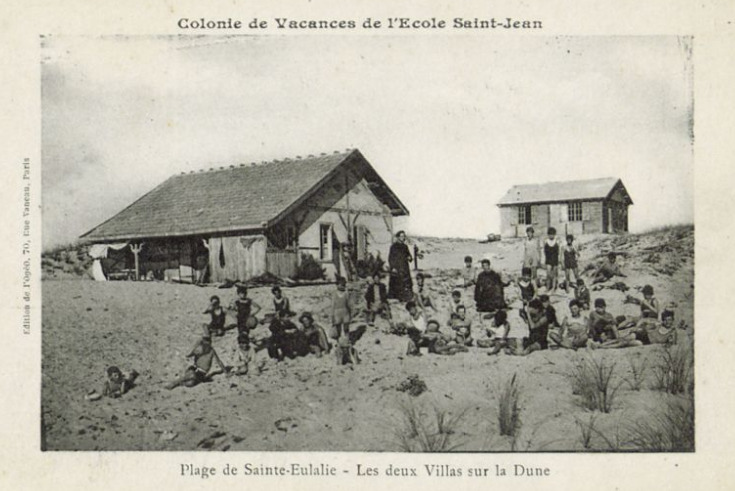
Plage de Sainte-Eulalie, colonie de vacances

Des unités forestières américaines et canadiennes stationnent en pays de Born d'octobre 1917 à janvier 1919 pour compenser le manque de main d'œuvre en raison de la Première Guerre mondiale alors que les besoins en bois restent élevés (construction de baraquements, de ponts, de voies ferrés, d'appontements, chauffage, caillebotis et soutènement des tranchées). Elles détruisent le pont du Gouvernement afin de pouvoir effectuer du flottage du bois jusqu'à une scierie alors implantée à la pointe aux Vaches, à l'embouchure du cours d'eau.
La pêche occupe jadis une place importante parmi les populations vivant près du courant. Elles y pêchent carpes, brochets, gardons, perches et anguilles, destinés à être consommés dans une logique d'autosubsistance. Les sangsues sont également couramment pêchées en vue d'être utilisées à des fins médicinales. Cette pratique vaut aux habitants de Sainte-Eulalie le sobriquet de « chinchaires » : pêcheurs, marchands de sangsues.
De nos jours, la pratique de la pêche persiste, comme en témoigne la présence de pêcheries sur le parcours du courant.

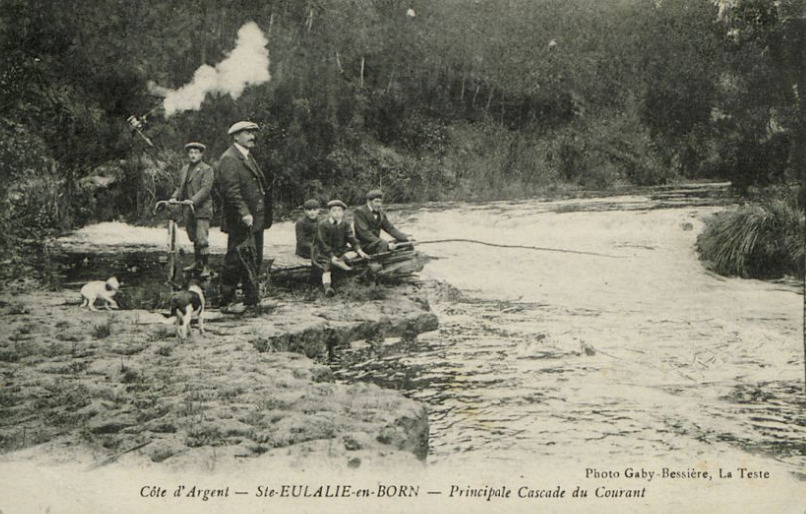
Pêcheurs au niveau de la principale cascade du courant de Sainte-Eulalie
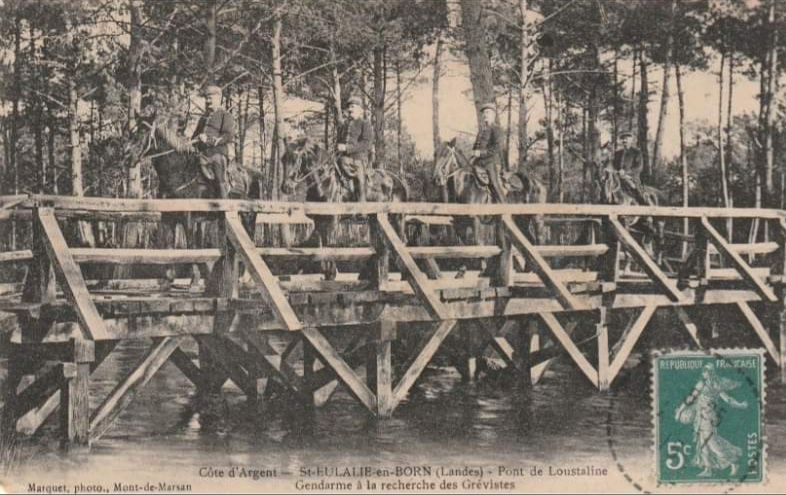
Grève des résiniers (1906-1907), gendarmes à cheval traversant le courant de Sainte-Eulalie par le pont de l'Oustaline à la recherche de grévistes.

## Bassin dessableur
Les rivières alimentant l'étang d'Aureilhan charrient des matériaux divers (sable, feuilles, broussailles), notamment en période de crue. Ces matériaux contribuent au comblement des étangs par envasement (matières organiques) ou ensablement. Afin d'y remédier, un bassin dessableur est aménagé au débouché du courant de Sainte-Eulalie dans l'étang. Ce dispositif permet de contrôler les apports de sable de la rivière et donc de limiter le comblement du plan d'eau. Pour piéger le sable, il faut :
- ralentir la vitesse d'écoulement des eaux
- permettre au sable de se déposer

On réalise donc :
- un seuil rustique au fond du lit de la rivière en amont du bassin, pour stabiliser le profil de la rivière
- un élargissement du cours d'eau d'environ trois fois sa largeur
- un surcreusement de la rivière (150 m en moyenne) en aval du seuil pour permettre le dépôt du sable

Le bassin dessableur fait l'objet d'un suivi régulier de son remplissage. Il est vidé par des moyens mécaniques dès qu'il est rempli aux trois quarts. Le sable extrait est stocké sur berge pour ressuyage, puis évacué pour diverses utilisations.

## Intérêt écologique
Les végétations basses du marais de la Tafarde alternent ensuite avec la forêt galerie, formant des ambiances et paysages uniques.

### Classement
Depuis 1998, le courant de Sainte-Eulalie fait l'objet d'un inventaire ZNIEFF de type 1. Il fait également partie du site Natura 2000 FR7200714 - Zones humides de l'arrière dune du Pays de Born et de Buch.

### Forêt galerie
Dans le pays de Born, la forêt galerie, également nommée ripisylve, s'est formée naturellement à partir du milieu du XIXe siècle et l'abandon progressif du système agropastoral dans les Landes de Gascogne. Cette ripisylve est définie comme l'ensemble des formations boisées présentes sur les rives des cours d'eau. Elle remplit diverses fonctions :
- sur l'érosion : en freinant l'écoulement de l'eau et en créant un réseau dense de racines qui fixent les matériaux constituant les berges, elle limite le phénomène d'érosion et préserve les terrains riverains
- sur la qualité de l'eau : la végétation a un rôle de filtre des matières en suspension. Les eaux de ruissellement de surface traversent les boisements qui fixent, utilisent ou permettent la transformation des polluants organiques, préservant ainsi la qualité de l'eau des nappes et des cours d'eau. Le système radiculaire de la ripisylve constitue ainsi un filtre efficace contre certains polluants (phosphates et nitrates d'origine agricole ou urbaine)
- sur la faune : les berges des rivières sont des habitats essentiels pour de nombreuses espèces d'insectes, d'amphibiens, reptiles, oiseaux et mammifères. La végétation leur apporte la nourriture, les abris contre les intempéries et les prédateurs, ainsi que les zones de reproduction indispensables à leur développement. Pour les habitants de la rivière (poisons, insectes), les racines et les radicelles servent d'abri contre le courant et les prédateurs
- sur le paysage : les paysages liés au cours d'eau sont attractifs. Bien souvent, le cours d'eau lui-même n'est pas visible directement, c'est le cours végétal qui marque sa présence. La ripisylve ou forêt galerie contribue à la qualité du cadre de vie[9]

## Galerie

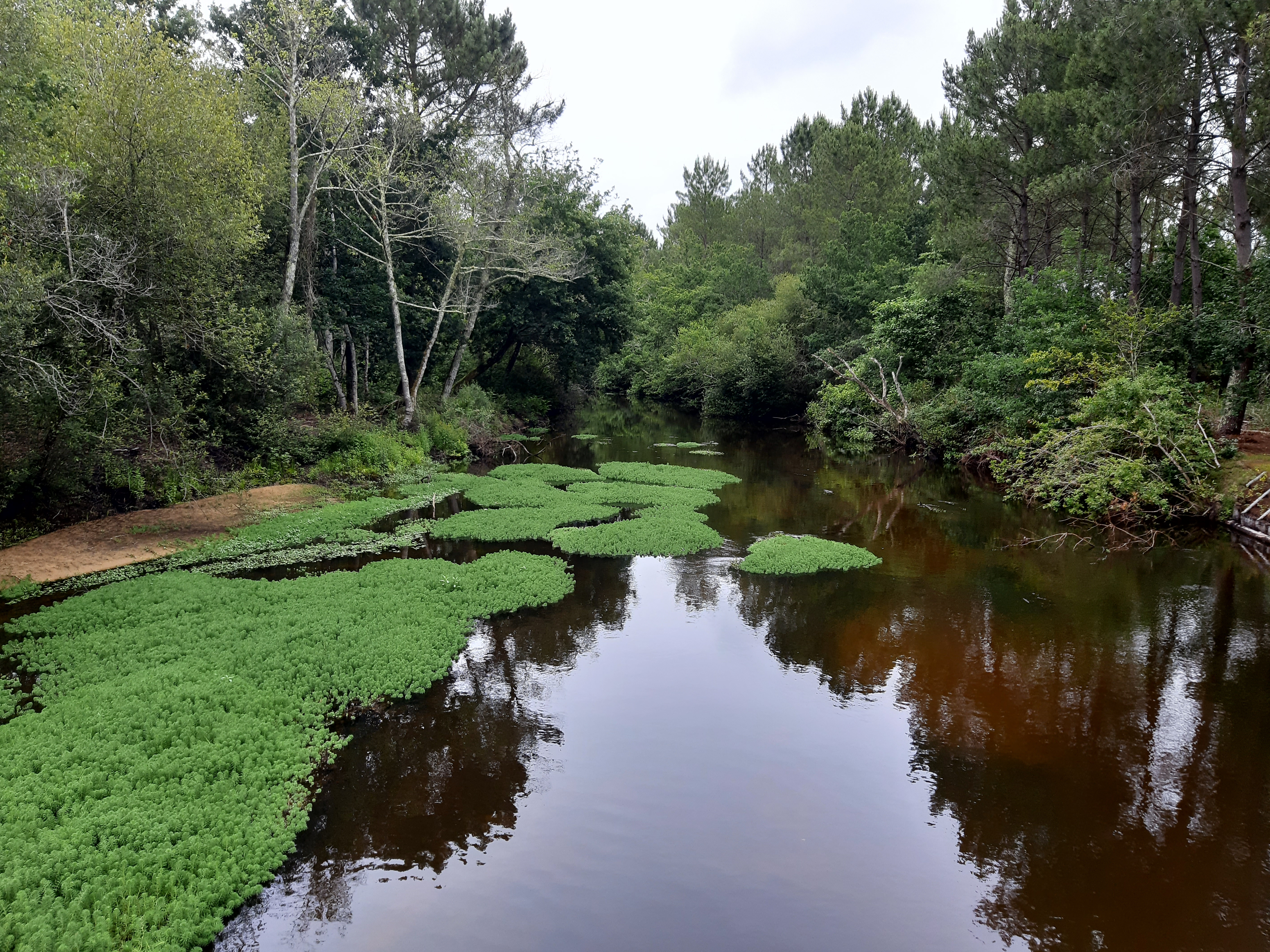
Fin de parcours du courant, à Mimizan
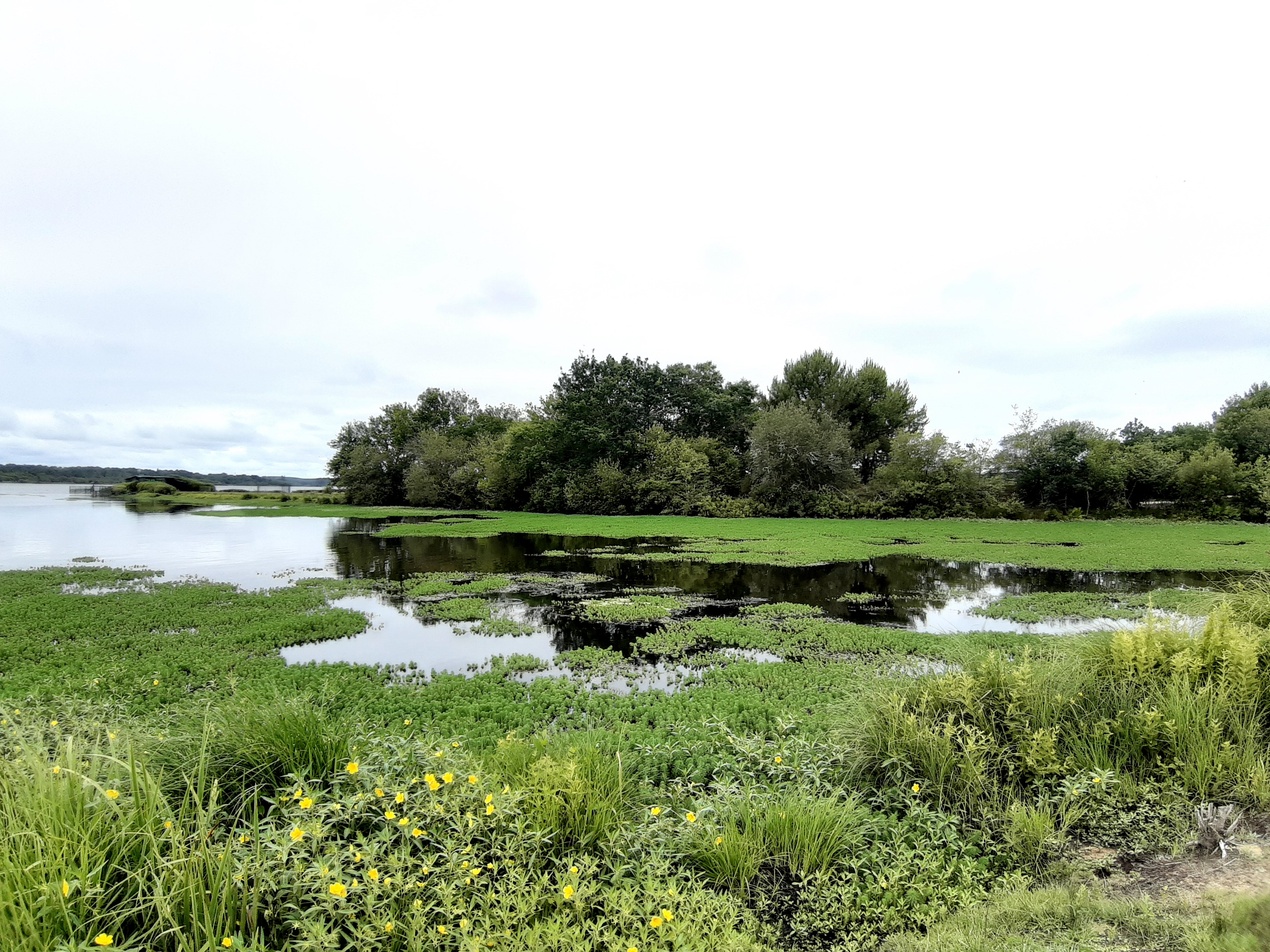
Rencontre des eaux du courant de Sainte-Eulalie et de l'étang d'Aureilhan